# Donnelay
Donnelay – miejscowość i gmina we Francji, w regionie Grand Est, w departamencie Mozela.
Według danych na rok 1990 gminę zamieszkiwało 216 osób, a gęstość zaludnienia wynosiła 17 osób/km² (wśród 2335 gmin Lotaryngii Donnelay plasuje się na 829. miejscu pod względem liczby ludności, natomiast pod względem powierzchni na miejscu 439.).